# Estádio Modelo Alberto Spencer
O Estadio Modelo Alberto Spencer é um estádio multiúso localizado em Guayaquil, no Equador.
Inaugurado em 1959, tem capacidade para 50.000 espectadores e é utilizado principalmente para partidas de futebol e concertos musicais.